# 164 a.C.

## Eventos
- Aulo Mânlio Torquato e Quinto Cássio Longino, cônsules romanos.

## Nascimentos
- Cleópatra Teia filha de Ptolemeu VI Filómetor.

## Mortes
- Antíoco IV Epifânio ( rei helenístico) morre em um tentativa falha de ataque à antiga cidade de Susa .